# Yannik Lührs
Yannik Luka Lührs (* 9. September  2003 in Hannover) ist ein deutscher Fußballspieler. Er steht bei Borussia Dortmund unter Vertrag und ist Nachwuchsnationalspieler.

## Karriere

### Verein
Geboren und aufgewachsen in Hannover, wechselte er nach seinen Anfängen in der Jugend des TSV Bemerode im Sommer 2018 in die Jugendabteilung von Hannover 96. Für seinen Verein bestritt er 36 Spiele in der B-Junioren-Bundesliga und 21 Spiele in der A-Junioren-Bundesliga, bei denen ihm insgesamt zwei Tore gelangen. Im Sommer 2022 wurde er in den Kader der zweiten Mannschaft in der Regionalliga Nord aufgenommen. Ende Oktober 2022 unterzeichnete er bei seinem Verein seinen ersten Profivertrag und kam dort auch zu seinem ersten Einsatz im Profibereich in der 2. Bundesliga, als er am 8. April 2023, dem 27. Spieltag, bei der 1:6-Auswärtsniederlage gegen den Hamburger SV in der Startformation stand.
Zur Saison 2024/25 wechselte Lührs zur zweiten Mannschaft von Borussia Dortmund. Er unterschrieb einen Vertrag bis zum 30. Juni 2026. Im Oktober 2024 saß er unter Nuri Şahin erstmals für die erste Mannschaft bei einem Bundesligaspiel auf der Bank, wurde allerdings nicht eingewechselt. Sein Bundesligadebüt erfolgte am 9. November 2024, als er bei einer 1:3-Niederlage gegen den 1. FSV Mainz 05 im Laufe der zweiten Halbzeit eingewechselt wurde.

### Nationalmannschaft
Lührs bestritt in den Jahren 2021 und 2022 für die U19 des DFB insgesamt zwei Spiele.

## Titel
- Meister der Regionalliga Nord: 2024